# Детское радио
«Де́тское ра́дио» (Дети FM, DETI.FM) — радиостанция для детей и их родителей. Основана с 25 декабря 2007 году. Лидер по Индексу Соответствия (Affinity Index) среди семейных людей, имеющих детей до 18 лет. Радиостанция делает развивающие программы для детей и информационно-просветительские для родителей. На 2024 год региональная сеть насчитывает 67 передатчиков, что позволяет охватить вещанием более 18 000 населенных пунктов страны, включая и все города-миллионеры, аудитория составляет 53 млн. россиян. С 2016 года находится под управлением российского радиохолдинга «ГПМ Радио».

## О радио
Радиостанция учитывает возрастные особенности и распорядок дня слушателей: утренний блок адресован дошкольникам, дневные программы — детям старше 7 лет, вечером — блок для родителей и для детей старше 9 лет, в ночное время — музыка для сна.
В 2014 году несколько программ, выходивших на радио, получили государственные субсидии от Роспечати.

## Награды
- В апреле 2008 года одна из рубрик «Детского радио», «Сейчас разовьюсь», получила награду МедиаСоюза «Радиомания» как лучшая просветительская программа года[3].
- В декабре 2008 года «Детское радио» стало лауреатом национальной премии в области бизнеса «Компания года» в номинации «За реализацию социального проекта»[4].
- В октябре 2019 года «Детское радио» получило премию «Радиомания» за программу «Сказки народов мира».

## Мероприятия
Детское радио уделяет внимание своим внеэфирным проектам. Проводит новогодние представления и концерты детских групп. В разных городах регулярно проходят дискотеки «Детского радио», проводятся круизы «Детского радио». В Новый год 2010—2011 были поставлены мюзикл «Марафона к Олимпу» и представление «Ёлка „Детского радио“ — Новогодние приключения Веснушки и Кипятоши».

## Вещание

### Эфирное вещание
По состоянию на начало 2018 года, «Детское радио» ведёт эфирное ЧМ-вещание в 36 городах России, а с 2018—2019 года началось вещание в 10 городах России, а также цифровое спутниковое и интернет-вещание. Спутниковое вещание осуществляется операторами «НТВ-Плюс» и «Триколор ТВ». Интернет-вещание доступно на официальном сайте, а также на мобильных устройствах под управлением операционных систем Android и iOS.
25 января 2023 года состоялся конкурс Федеральной Конкурсной комиссии по телерадиовещанию при Роскомнадзоре, по итогам которого радиостанция выиграла пул частот для организации вещания ещё в 30 городах России.

### Интернет-вещание
В марте 2010 года «Детское радио» запустило полноценное интернет-вещание в рамках проекта «Детское радио Онлайн», где слушатели могут выбирать радиоканалы по категориям, и слушать музыку различных жанров в режиме нон-стоп.